# Thomaskirche (Wuppertal)

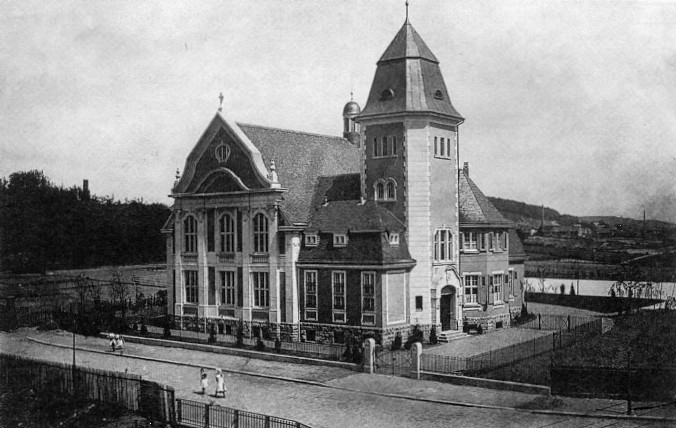
Ansicht von Südwesten kurz nach der Erbauung

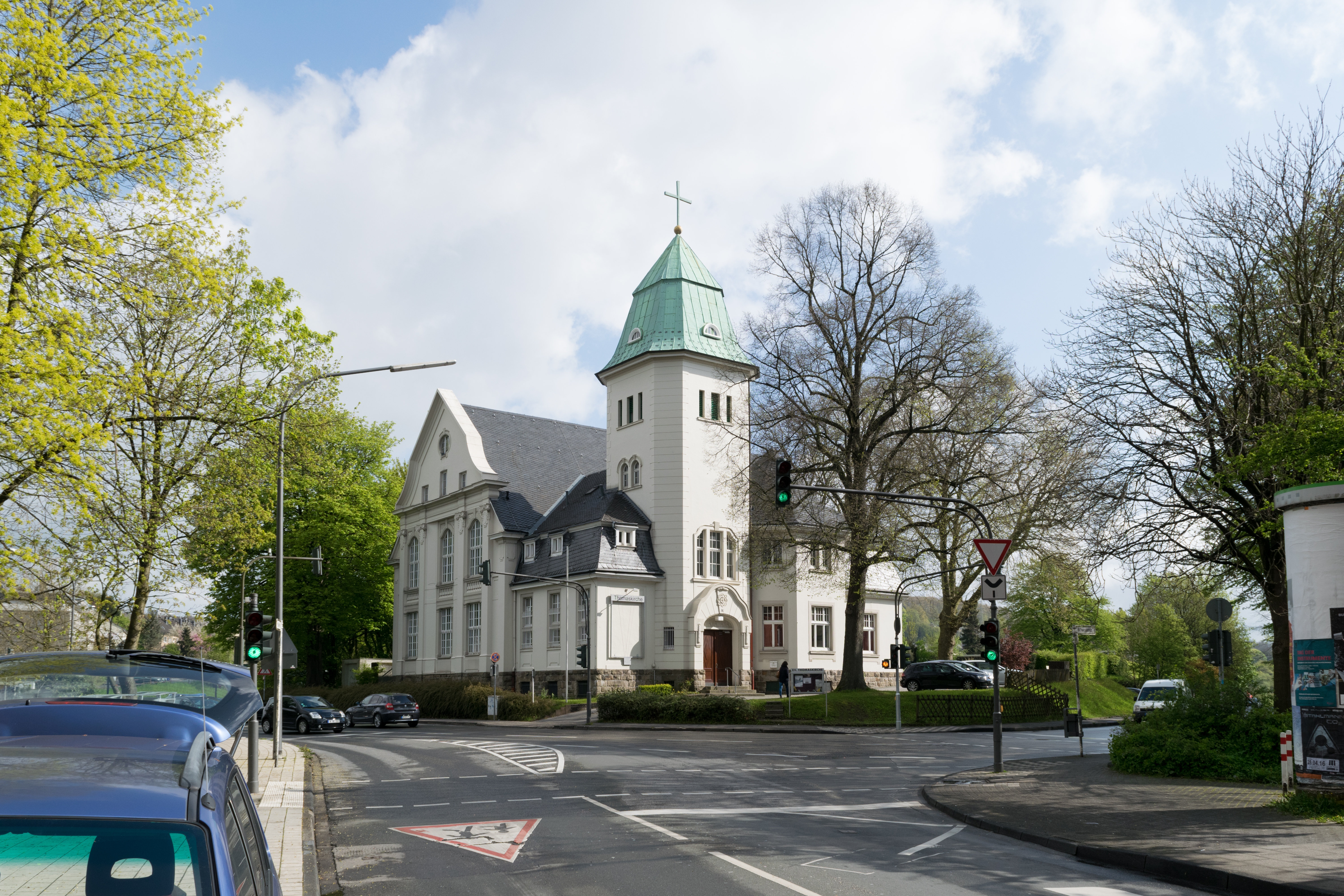
Süd- und Westfassade der Thomaskirche

Die Thomaskirche ist eine evangelische Kirche im Wuppertaler Stadtteil Elberfeld.

## Beschreibung
Als in Elberfeld das Arbeiterviertel am Engelnberg wuchs, beschloss die evangelisch-lutherische Gemeinde Elberfeld die Einrichtung einer zwölften Pfarrstelle und den Bau eines Gemeindehauses am Engelnberg, damals noch außerhalb der städtischen Bebauung. Pläne für eine V. Lutherische Kirche gab es nachweislich seit 1898, der Architekt Adolf Cornehls plante jedoch schließlich ein vielfältig nutzbares neobarockes Gemeindezentrum mit einem Kirchsaal. Mit dem Bau wurde 1909 begonnen, eingeweiht wurde das Gebäude am 28. Mai 1910. Im Oktober 1910 wurde Wilhelm Rheingans (1870–1914) als erster Pfarrer des neuen Pfarrbezirks eingeführt.
Cornehls entwarf einen asymmetrischen Bau. Der geostete Kirchsaal mit 622 Plätzen, der ursprünglich nur von der nördlichen Fensterfront erhellt wurde, lief auf einen zentralen Kanzelaltar zu, die Orgel befand sich an der Westseite. Die Westfassade, hinter der Gemeinderäume liegen, ist mit sechs großen Flachbogenfenstern zwischen flachen Pilastern dreiteilig gegliedert, eine originelle Giebelkonstruktion verdeckt das steile, verschieferte Satteldach, das an seinem Ostende einen kleinen, überkuppelten Dachreiter trägt. Südlich lehnen sich unterschiedliche Baukörper an den Hauptsaal an, darunter ein gedrungener Glockenturm (25 m) mit dem Hauptportal sowie weitere Gemeinde- und Wohnräume.
Das Gebäude wurde vom Krieg verschont und blieb in seinem ursprünglichen Zustand, bis auf Wunsch der größer gewordenen Gemeinde 1959/60 der Gottesdienstraum nach Osten hin durch einen Chorraum mit einer bunten Glasfront erweitert wurde, im Gegensatz zu einigen evangelischen Kirchen Wuppertals, die nach dem Zweiten Weltkrieg durch die Einziehung von Zwischendecken den Kirchraum verkleinerten, um Räume für das Gemeindeleben zu gewinnen. Seit 1997 steht die Thomaskirche unter Denkmalschutz. Infolge von Brandstiftung durch einen geistig verwirrten Mann am Abend des 9. April 1998 wurde sie stark beschädigt. Nach aufwendigen Renovierungsarbeiten, bei denen auch Teile der Glasfront im östlichen Chor in veränderter Form wiederhergestellt wurden, konnte sie am 31. Oktober 1999 wieder eingeweiht werden. Seither spiegelt sich dieses Ereignis in der Glasfront des Altarraums wider.
Seit den 1960er Jahren wird das Gebäude Thomaskirche genannt, 1964 wurde die Gemeinde selbstständig und schloss sich 1981 mit den reformierten Bezirken am Ostersbaum zur Evangelischen Kirchengemeinden Elberfeld-Ost zusammen. Mit Schließung des Martin-Luther-King-Hauses 1993 und des Gemeindehauses Platz der Republik 1995 verblieb die Thomaskirche als einziges Gotteshaus. Mit Beginn des Jahres 2007 wurde sie mit der Gemeinde Uellendahl zur Evangelischen Kirchengemeinde Uellendahl-Ostersbaum vereint und ist seitdem neben der Philippuskirche und dem Gemeindehaus Uellendahl eine der drei Gottesdienststätten der Gemeinde.